# Clevosaurus
Clevosaurus (lagarto de Gloucester) é um gênero extinto de Sphenodontian do Triássico e do Jurássico da Nova Escócia (C. bairdi) e Yunnan (C. mcgilli). Clevosaurus é extremamente parecido com a moderna a tuatara, em quase todos os sentidos. Eles são diferentes em apenas algumas características dos dentes e do formato do crânio. Eles também diferem em tamanho. Clevosaurus foi menor do que a Tuatara moderna. Clevosaurus possivelmente comia plantas, bem como insetos. Este fato é conhecido dos dentes dos Clevosaurus. É popular nos sistemas de cavernas na Grã-Bretanha. Essas cavernas também existem parentes dos Clevosaurus e mamíferos primitivos, assim como os dinossauros. Viveram na Pangeia.

## Nova descoberta
Nova espécie é na América do Sul, em 2006. O nome da nova espécie é Clevosaurus (C. brasiliensis) e 26 espécies foram coletados na Formação Caturrita.

## Espécies
Um cladograma questionável do Clevosaurus gênero.
| <font color="white">sem nome | \| <font color="white">sem nome \| C. petilus \| \| \| C. petilus \| \| <font color="white">sem nome \| C. hudsoni \| \| \| C. hudsoni \| |
|                              | \| <font color="white">sem nome \| C. petilus \| \| \| C. petilus \| \| <font color="white">sem nome \| C. hudsoni \| \| \| C. hudsoni \| |
| <font color="white">sem nome | C. wangi |
|                              | C. wangi |
|                              | C. bairdi |
|                              | |
|                              | C. mcgilli |
|                              | |
| <font color="white">sem nome | C. petilus |
|                              | C. petilus |
| <font color="white">sem nome | C. hudsoni |
|                              | C. hudsoni |

| <font color="white">sem nome | C. petilus |
|                              | C. petilus |
| <font color="white">sem nome | C. hudsoni |
|                              | C. hudsoni |

| <font color="white">sem nome | \| <font color="white">sem nome \| C. petilus \| \| \| C. petilus \| \| <font color="white">sem nome \| C. hudsoni \| \| \| C. hudsoni \| |
|                              | \| <font color="white">sem nome \| C. petilus \| \| \| C. petilus \| \| <font color="white">sem nome \| C. hudsoni \| \| \| C. hudsoni \| |
| <font color="white">sem nome | C. wangi |
|                              | C. wangi |
|                              | C. bairdi |
|                              | |
|                              | C. mcgilli |
|                              | |
| <font color="white">sem nome | C. petilus |
|                              | C. petilus |
| <font color="white">sem nome | C. hudsoni |
|                              | C. hudsoni |

| <font color="white">sem nome | C. petilus |
|                              | C. petilus |
| <font color="white">sem nome | C. hudsoni |
|                              | C. hudsoni |